# Avdrag (tryckning)
Avdrag är en utskrift eller ett avtryck av en trycksak som före tryckning lämnas för korrektur. Avdraget blir ett korrektur först när korrekturläsaren har gått igenom det.
Om avdraget görs direkt från tryckplåtarna, vilket numera är ovanligt, kallas det också för avtryck. I stället för avdrag på papper läser man numera ofta korrektur på bildskärm.